# Genie in a Bottle
〈Genie in a Bottle〉은 크리스티나 아길레라의 노래이다. 데뷔 앨범 《Christina Aguilera》의 리드 싱글이다. 빌보드 핫 100 1위와 영국 싱글 차트 1위를 한 곡이다. 미국 음반 산업 협회(RIAA) 인증 플래티넘 등급을 받은 곡이다.